# Selección de béisbol de Israel
La Selección de béisbol de Israel es el equipo que representa en esta disciplina  popular en el Estado de Israel, es controlado por la Asociación de Béisbol de Israel. Sus miembros participan en las mejores ligas del mundo incluyendo Grandes Ligas
Antes del Clásico Mundial de Béisbol 2017 (WBC), Israel era el equipo nacional de béisbol en el puesto 41 en el mundo (y en el puesto 16 en Europa). Después de su actuación en el CMB de 2017, en el que el equipo de Israel quedó en sexto lugar, el equipo ocupó el puesto 19 en el mundo (y el cuarto en Europa).  La clasificación más reciente se publicó en 2021, con Israel en el puesto 24 en el mundo (y el 7 en Europa). El actual equipo nacional de béisbol de Israel que compitió en los Juegos Olímpicos de Verano de 2020 estuvo compuesto principalmente por judíos estadounidenses con solo cuatro jugadores nacidos en Israel .

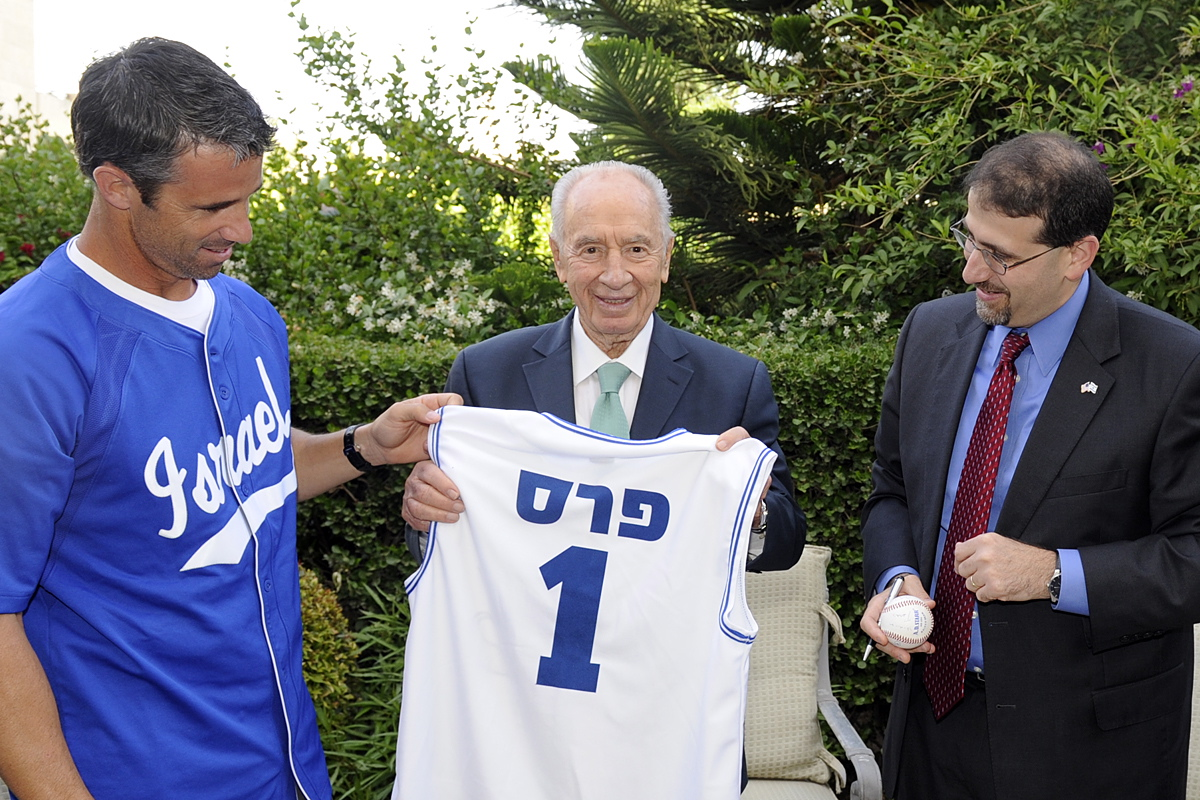
De izquierda a derecha, el exentrenador de Israel Brad Ausmus, el presidente de Israel Shimon Peres y el embajador de Estados Unidos en Israel Daniel B. Shapiro.

En 2019, Israel ganó la competencia europea B-Pool de béisbol, con un récord de 5-0. Luego ganó la Serie de Eliminatorias Clasificatorias Europeas al mejor de tres de 2019, con un récord de 2-0. En consecuencia, se clasificó para el torneo de 12 equipos del Campeonato de Europa de Béisbol de 2019 en Alemania, donde quedó en cuarto lugar. Como uno de los cinco mejores equipos del Campeonato, pasó a competir en el torneo de Clasificación Olímpica África / Europa 2020. Ganó ese torneo y, por lo tanto, calificó para ser uno de los seis equipos nacionales que jugó en el béisbol de 2021 en los Juegos Olímpicos de Tokio 2020.
En los Juegos Olímpicos de 2020 se enfrentó a las selecciones de  Japón, México, Corea del Sur, Estados Unidos y República Dominicana.

## Equipo 2017

### Lanzadores
| - 8 - Corey Baker - 27 - Jeremy Bleich - 32 - Craig Breslow - 24 - Brad Goldberg - 23 - Tyler Herron | - 25 - Alex Katz - 17 - Dean Kremer - 31 - Jared Lakind - 12 - Shlomo Lipetz - 21 - Jason Marquis | - 44 - Troy Neiman - 15 - R.C. Orlan - 19 - Ryan Sherriff - 6 - Joey Wagman - 28 - Josh Zeid |

### Receptores
| - 34 - Charlie Cutler | - 36 - Ryan Lavarnway | - 9 - Nick Rickles |

### Infielders
| - 5 - Scott Burcham - 29 - Ike Davis | - 14 - Cody Decker - 20 - Nate Freiman | - 4 - Mitch Glasser - 13 - Josh Satin |

### Outfielders
| - 35 - Zach Borenstein - 2 - Blake Gailen | - 11 - Mike Meyers - 3 - Rhett Wiseman |

### Mánager
- Jerry Weinstein[8]

## Ranking WBSC
El Ranking Mundial WBSC cuenta los puntos de todos los torneos autorizados en todos los grupos de edad durante un período de cuatro años.
El ranking de la WBSC empieza a contabilizar los puntos a partir del año 2012. 
Actualizada a noviembre 2023
| Año                    | marzo       | junio     | agosto      | septiembre | octubre     | noviembre  | diciembre   |
| ---------------------- | ----------- | --------- | ----------- | ---------- | ----------- | ---------- | ----------- |
| 2012                   | -           | -         | -           | -          | -           | -          | 74.º (0)    |
| 2013                   | -           | -         | -           | -          | -           | -          | -           |
| 2014                   | -           | -         | -           | -          | -           | -          | 22° (55.47) |
| 2015                   | -           | -         | -           | -          | -           | -          | -           |
| 2016                   | -           | -         | -           | -          | -           | -          | 41.º (104)  |
| 2017                   | -           | -         | -           | -          | -           | -          | -           |
| 2018                   | -           | -         | -           | 19° (817)  | -           | -          | 19° (817)   |
| 2019                   | -           | -         | -           | -          | -           | -          | 18.º (1028) |
| 2020                   | 18.º (1028) | -         | -           | -          | -           | -          | -           |
| 2021                   | -           | 24° (328) | 24.º (400)  | -          | -           | -          | 20.º (659)  |
| 2022                   | -           | -         | -           | -          | -           | -          | 20.º (702)  |
| 2023                   | 18° (1134)  | -         | 19.º (1034) | -          | 19.º (1086) | 19° (1086) | -           |
| Posición promedio: 19° |             |           |             |            |             |            |             |

- La última sumatoria de puntos abarca los torneos, avalados por la WBSC, en los que se haya competido en el periodo 2019-2023

- Mejor progreso : +52 (2012-2014).
- Peor progreso: -19 (2014-2016).